# Cecebre
Cecebre (llamada oficialmente San Salvador de Cecebre) es una parroquia española del municipio de Cambre, en la provincia de La Coruña, Galicia.

## Localización
Dista 4 km de la capital del municipio, comunicándose por carretera y ferrocarril. 

## Geografía
Por el lugar confluyen el río Mero y el río Barcés, y una gran extensión de bosque. También es conocido por el embalse que lleva su nombre.

## Demografía
| Gráfica de evolución demográfica de Cecebre entre 2000 y 2018 |
|                                                               |
| Datos según el nomenclátor publicado por el INE.              |

## Entidades de población
Entidades de población que forman parte de la parroquia:
- Aldea de Arriba
- Apeadeiro
- Canal
- Espíritu Santo (O Espírito Santo)
- Fraíz[5] (Fraís)
- Galiñeiros
- Granxa (A Granxa)
- Lendoiro
- Mediavila
- Mota (A Mota)
- O Pazo
- Os Currás
- O Volteiro
- Piñeiro
- Quintán
- Sobreguexe

## Turismo
Hoy en día se puede disfrutar de una ruta de senderismo que recorre las orillas del río Mero entre la presa del embalse de Cecebre y el puente de A Pasaxe.

### Fraga de Cecebre
Actualmente, la Fraga de Cecebre, muy conocida gracias a la obra literaria de Wenceslao Fernández Flórez y su correspondiente película, de mismo nombre que el libro El bosque animado, es espacio protegido por sus especies y fauna. En el lugar del Apeadero 14, se encuentra Villa Florentina espacio en el que vivió el escritor y su familia, convertido hoy en su Casa Museo, regentada por la Fundación Wenceslao Fernández Flórez y que puede ser visitada por ser abierta al público, gracias a la colaboración de la Diputación de La Coruña, el ayuntamiento de Cambre y la Fundación Wenceslao Fernández Flórez. La Fundación organiza distintas actividades culturales.